# Iris Davis
Iris LaVerne Davis (* 30. April 1950 in Pompano Beach; † 18. September 2021 ebenda) war eine US-amerikanische Sprinterin.

## Karriere
Iris Davis siegte bei den Panamerikanischen Spielen 1971 in Cali über 100 m und in der 4-mal-400-Meter-Staffel.
Bei den Olympischen Spielen 1972 in München belegte sie über 100 m sowie im Staffellauf über 4 × 100 m den vierten Platz.
1971 und 1973 wurde sie US-Meisterin über 100 m bzw. 100 Yards, 1972 und 1973 US-Hallenmeisterin über 60 Yards.
Ihre persönliche Bestzeit über 100 m von 11,27 s stellte sie am 1. September 1972 in München auf.